# 梅列阿格
梅列阿格（古希腊文：Μελέαγρος）是希臘神話的一個人物，著名的卡呂冬狩獵故事中的主角。
梅列阿格是卡呂冬國王俄紐斯與阿爾泰婭之子，德伊阿妮拉的兄弟。梅列阿格受父親吩咐召集希臘各地的英雄，狩獵肆虐卡呂冬已久的一隻巨大野豬。梅列阿格找了佩琉斯、部分阿爾戈英雄等人，以及一位女獵人阿塔兰忒。狩獵結束後梅列阿格把豬皮作為獎品給了阿塔蘭忒。
梅列阿格的舅舅們對於獎品頒給一個女人很不悅，與梅列阿格激烈爭吵；最終梅列阿格殺了他們。阿爾泰婭為了為兄弟復仇，根據預言把自己在梅列阿格出生前從命運三女神偷來的一塊木頭丟進火裡，使梅列阿格當場死亡。

## 扩展阅读
- Bacchylides Fr 5.93
- Apollonius Rhodius, Argonautica I, 190-201.
- Pseudo-Apollodorus, Bibliotheca I, viii, 1-3.
- Ovid, Metamorphoses VIII, 269-525.